# Église Sainte-Anne de Schwabelsberg
Pour les articles homonymes, voir Église Sainte-Anne.
L’église Sainte-Anne de Schwabelsberg est une église désaffectée à Schwabelsberg, un village appartenant à la commune de Kempten en Bavière. 
Le bâtiment, situé près des étangs de Schwabelsberger, est utilisé comme bâtiment agricole et bâtiment d'habitation dans les années 1950.

## Histoire
L'histoire de l'église est étroitement liée à celle de Schwabelsberg. En 1518, le château de Schwabelsberg, un château du XIVe siècle ou XVe siècle, est acquis par Rudolf von Raitnau, le prince-abbé de Kempten. En 1537, il devient pendant une courte période le siège des sœurs franciscaines du couvent Sainte-Anne (de). Vers 1658, le château est transformé en monastère à la demande du prince abbé Roman Giel von Gielsberg (de) par l'architecte Johann Serro (de) : le chœur est voûté et un nouveau clocher est construit pour l'église.
L'aspect antérieur est décrit dans un portrait de Gielsberg dans la salle de la résidence (de) du prince-abbé. Elle montre une église à cinq axes de fenêtres avec une tour au-dessus du chœur sous une coupole à bulbe. Après la destruction du complexe monastique de Kempten en 1632 pendant la guerre de Trente Ans, l'abbaye de Schwabelsberg est le siège de l'abbaye de Kempten jusqu'en 1674. Le couvent emménage ensuite dans la résidence en grande partie achevée et nouvellement construite dans l'ancien quartier du monastère. La chapelle Sainte-Anne délabrée est reconstruite par le prince-abbé Engelbert von Syrgenstein (de). La sécularisation a lieu en 1803.
En 1828, Franz Josef Fischer achète l'ancienne église et la maison, appelée Schwabelsberg Haus Nr. 61, à l'État bavarois pour 1 005 florins. Il fait transformer l'église Sainte-Anne en ferme, construit des écuries et fait de la place pour des réserves de foin et d'autres équipements. Le clocher de l'église et les anciens bâtiments agricoles de l'ancien chantier sont démolis.

## Architecture
Après la démolition du monastère, seule la nef orientée au sud sur la route de Heiligkreuz est conservée. En 1956, la nef est convertie en des bâtiments commerciaux et résidentiels à deux étages. La structure de la façade nord correspond à peu près à celle de l'église du couvent franciscain (de) à Lenzfried : une entrée en plein cintre entre des fenêtres rondes, un groupe de trois panneaux en plein cintre sous les deux fenêtres circulaires du pignon. Quatre grands axes de fenêtres cintrées sont installés sur les côtés longs. Dans l'axe médian de la fenêtre côté sud, on peut voir une pièce murale légèrement décalée, qui est interprétée comme une approche possible d'un clocher d'église.
Un passage en plein cintre est muré dans la cloison de séparation contre le bâtiment résidentiel à l'extrémité sud, et à l'étage supérieur se trouve une grande pièce subdivisée plus tard. Une voûte de cloître peut indiquer une galerie. Au sommet, il y a une fresque avec Dieu le Père et des putti dans un champ de stuc rectangulaire. La fresque, comme la voûte du monastère, date d'environ 1750-1760.
L'ancienne nef est classée monument historique (numéro de dossier D-7-63-000-277).